# ヴェラ・ナボコフ
ヴェラ・ナボコフ（英語: Véra Nabokov、ロシア語: Ве́ра Евсе́евна Набо́кова、1902年1月5日 - 1991年4月7日）は、ユダヤ系ロシア人の編集者、翻訳者であり、小説家ウラジーミル・ナボコフの妻である。

## 生い立ちと亡命
ヴェラ・ナボコフはヴェラ・エフセーエヴナ・スローニムとしてサンクトペテルブルクのユダヤ人の家に生まれた。3人姉妹の次女で、母はスラヴァ・ボリソヴナ（旧姓フェイギン）、父はエフセイ・ラザレーヴィチ・スローニムという名だった。エフセイは法律家であり、いろいろな仕事を手がけた中で、タイルと木材の商売で成功をおさめた。第一次世界大戦とロシア革命の混乱のなかで、一家はモスクワに移り、その後はキエフ、オデッサ、イスタンブール、ソフィアを経由してベルリンに到着し、この地で一大勢力をなしていた亡命ロシア人社会に合流した。

## ナボコフとの結婚
父のエフセイ・スローニムはベルリンにオルビスという出版社を設立し、ヴェラはその事務所で働いた。ウラジーミル・ナボコフは当時ドストエフスキーを英訳する計画を持っていたため、その縁でヴェラの父親とも会っており、チェスも指している。ナボコフの詩は亡命ロシア人たちの間で有名で、ヴェラも彼の作品を読んで尊敬していた。
ヴェラとナボコフが初めて会った時のことは詳しくわかっていない。ナボコフによれば1923年5月8日（もしくは9日）の慈善舞踏会で顔をあわせたのが最初である（ヴェラは否定している）。この日付以降のどこかで、2人は入り江を眺めながら、時間をかけて会話を楽しんだ。黒いサテンのマスクで顔を隠したヴェラは、時おり会話にナボコフの詩を引用した。当時のナボコフはウラジーミル・シーリン(Владимир Сирин)というペンネームを使っていた。
ナボコフ家のようなロシア人貴族がユダヤ人の娘と結婚することは珍しかったが、ナボコフは意に介さなかった。父ウラジーミル・ドミトリエヴィチ・ナボコフは、帝政ロシアにあって反ユダヤ主義に批判的な論者として有名な政治家で、キシナウ・ポグロムが起こるとそれを非難する記事も書いていた。父ナボコフは、1922年にベルリンで政治家パーヴェル・ミリュコーフの暗殺に巻き込まれて、射殺されている。
ヴェラとウラジーミルは1925年4月15日に結婚した。彼女は新進の作家でもあったが、これ以降は夫の作品の批評家、読者、タイピストに専念するとともに、秘書や翻訳の仕事で家族を支えた。息子のドミトリーは1934年5月10日生まれた。
1940年にアメリカ合衆国に移住すると、ヴェラは運転を覚え、夫の運転手役となってあちこちに出かけた。2人の行先として有名なのは、蝶の採集をする夫を乗せて行った太平洋岸北西部である。ナボコフは仕事に関してもヴェラに頼りきりで「どこに行くにも彼女なしでは考えられない」状態だった。講義のあいだ彼女はステージの右手に腰かけ、ナボコフは左手の演壇から学生に語りかけた。ヴェラは、ナボコフの作品にインスピレーションを与えた女性であり、編集者であり、最初の読者であった。彼のすべての作品がヴェラに捧げられている通りである。『ロリータ』の原稿を燃やそうとしたナボコフを諫めたことも一度きりではない。しかし、彼女にあてた個人的な手紙や結婚に関する書簡は処分されてしまっている。

## 再びヨーロッパへ

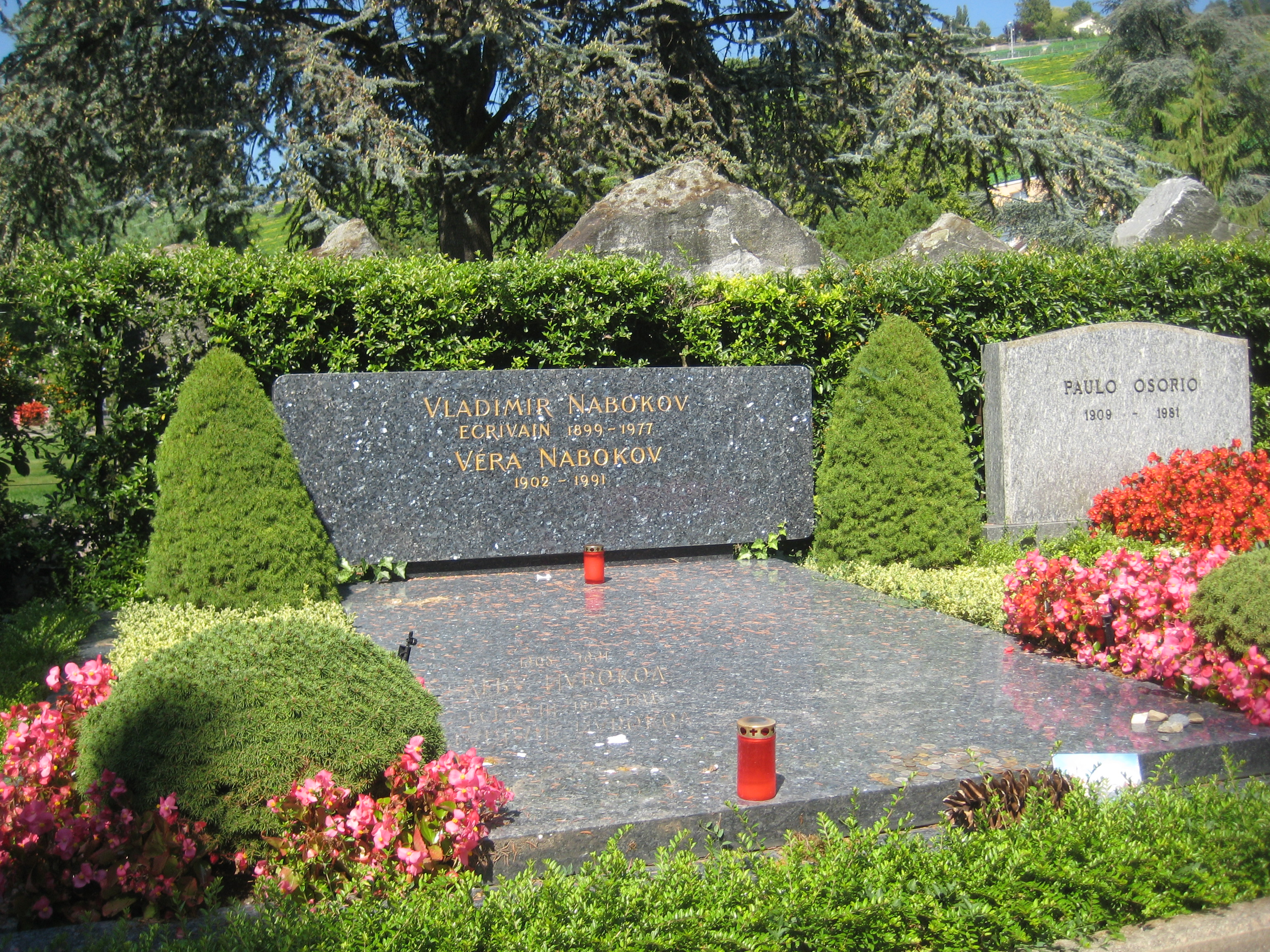
スイスのクラランにあるナボコフ一家の墓

1960年にヨーロッパに帰ってきたヴェラは、夫と一緒にホテルモントルー・パレスに住み、1977年にナボコフが亡くなって以降もここで彼に関する仕事を切り盛りした。ウラジーミル・ナボコフは自分が死んだら最期の作品である『ローラのオリジナル』の原稿を燃やすことを望んでいたが、ヴェラも息子のドミトリーもその遺言を果たさなかったので、結局この小説は2009年に出版された。彼女がロシア語に翻訳した『青白い炎』は1983年に出版されている。
ヴェラは1990年までモントルーのホテル暮らしを続けた後、その翌年にヴヴェイで亡くなり、夫と同じクラランの墓地に埋葬された。2012年に亡くなったドミトリーもここに埋葬されている。